# 塔石藝墟
塔石藝墟（葡萄牙語：Feira de Artesanato do Tap Siac）是由澳門文化局主辦的活動，地點在塔石廣場。除了早期2008年和2009年為一年一度外，在2011年起正式訂於每年五月及十一月，分別在春季同秋季兩個時段舉辦。當局目標為了向市民和遊客推廣展示兩岸三地的民間藝術創作，加强各地文化藝術交流。

## 歷史

### 民政總署舉辦時期
為了豐富市民的文化生活，推廣本土的民間藝術創作，帶動區內人流，民署首次於2008年7月12至20日，逢周六、日下午於塔石廣場舉行藝墟活動。當局早前公開徵集本澳及内地藝術家參與，屆時居民可欣賞到本地、土生葡人及內地手工藝家的作品，有關的工藝師會作現場展演，分成傅統工藝及本地潮人創意區。現場並設茶座，以及歌舞、音樂表演。由於活動屬於嘗試階段，加上藝墟展示是以藝術、創意展示為主，民署從過去經驗中發現有關活動若長時間舉辨可能會令展演質素改變，會持續觀察和檢討活動舉行的情況，研究日後的舉辦模式。藝墟共設24個檔位，場內分5個部分，包括本地文化藝術項目、内地民間工藝項目、手工藝展示區、休憩茶座以及小型音樂舞台。20個是展現本地手工藝，4個為展現內地傳統工藝。市民和遊客可以在活動現場，欣賞本地藝人的現場展演及創作，選購不同地方手工藝者的創作，同時可以欣賞民歌、懷舊金曲、葡國土風舞、中西樂演奏等不同風格的音樂舞蹈演出。
2010年由民署主辦的塔石藝墟與「第十屆澳門城市藝穗節」在塔石廣場同場開幕，其中藝墟邀得來自本地、台灣及內地創意人、藝術團體，設置攤位的數量增加至近一百個是歷屆最大規模。藝穗節同時會在藝墟安排多個演出，讓市民及遊客分享藝術愛好者的創作及欣賞藝術表演。

### 民政總署與文化局交接期
民署首次和文化局合作主辦，於2015年5月一連兩週逢周五至周日於塔石廣場舉行。主辨單位期望延續歷屆傳統，結合創意、手作、互動、音樂等元素，帶來連串精彩項目。11月的秋季塔石藝墟除了繼續集合展示多地創意手作人的得意之作外，另一個亮點是全新環節「塔石講古老」，現場特別搭建榕樹頭場景，由資深導賞員黃健威結合塔石街區的獨特歷史文化，與居民分享街區昔日點滴。冀運用塔石廣場周邊區域的歷史和地理空間，用創意拉近居民和社區的連繫，也讓活動內涵更加豐富。
2016年初與民署的文化職能部門合併入文化局後，便接手主辦，而民署降為協辦，一連兩周逢星期五至星期日在塔石廣場舉行，設有二百個攤位，其間更設有多場手作坊及音樂會演出。除澳門文創工作者外，藝墟攤位亦邀請來自香港、廣州、台灣、馬來西亞、新加坡及韓國的文創工作者參加。藝墟為配合南灣湖畔優化計劃及2016澳門國際龍舟賽盛事，發揮協同效應，延伸至南灣湖舉行，設有藝墟攤位、手作坊及音樂演出。「第一屆原創歌曲專輯製作補助計劃頒獎禮及音樂會」則於周六下午6時在藝墟內舉行，嘉許2014原創歌曲專輯製作補助計劃的八位獲補助者，並在現場演繹多首獲補助專輯之原創歌曲；現場更設有專櫃售賣專輯。

### 文化局舉辦時期
適逢塔石藝墟十周年，為讓本地市民共襄盛事，當局推出『塔石藝墟 十周年特別企劃』活動，並向公眾徵集系列計劃，鼓勵本地文創工作者、團體及機構發揮創意，計劃類別包括「現場互動裝置」計劃主題為「10x10快樂」、「公開舞台表演」計劃徵集本地唱作人及音樂人隊伍及作品、「創意手作坊」計劃徵集本地創意工作者，於舉行期間擔任創意手作坊導師，向市民傳授創意手藝製作技巧。
塔石藝墟除了特色文創作品攤位外，更設有創意飲食攤位、手作坊、音樂表演。在2019年首次設立創意塗鴉區，除有來自各地創作人即場作畫外，還特設兒童塗鴉區，歡迎家長與兒童一起來臨創作。

#### COVID-19疫情期間
2020年受COVID-19疫情影響，避免人流之間的接觸及群集，文化局在該年三月底首次取消原定計劃在4月舉行的春季「塔石藝墟」。而秋季塔石藝墟如常舉行，但攤位數量從2019年的220個攤位減至110個手作及創意飲食攤位，期間設有36場創意手作坊，大多來自本澳及內地的文創單位共同展示多元風格的創意產品。
2021年，「塔石藝墟」活動根據《粵港澳大灣區文化和旅遊發展規劃》中，被列入「粵港澳大灣區文化產業發展項目」，將打造成為大灣區文化產業重點展會項目，突顯以中華文化為主流、多元文化共存的城市定位。
2022年4月底舉辦的藝墟，攤位數目較之前兩年稍微增加多二十個，至113個。

#### COVID-19疫情結束後
2023年，春季活動於4月20日至23日及27日至30日舉行。藝墟攤位數大幅提高，並再次引入香港創意攤位，由本澳、內地及香港地區的文創單位組成每周超過220個手作及創意飲食攤位，展銷多元的特色原創產品，涵蓋生活用品、衣物配飾、手工藝品、手製天然產品等，同場設有創意飲食攤位，並舉行47場本澳與內地歌手的音樂表演。秋季塔石藝墟於11月16至19日、23至26日一連兩周在塔石廣場舉行，適逢藝墟15周年，於11月16日傍晚開幕儀式上邀請到歌手吳林峰將擔任演出嘉賓，除邀請中港澳三地的文創人士外，更特意邀請台灣、韓國及馬來西亞文創人士組成每周超過220個手作及創意飲食攤位，並舉行47場由中港澳三地歌手呈獻的音樂表演。
2025年，春季塔石藝墟於4月24日至27日、5月1日至4日舉行，適逢「東亞文化之都‧中國澳門」活動年，分別有兩岸四地、日、韓、馬、泰的文創單位來澳參與；「藝墟走進大灣區」項目將首度在香港舉行，並連續第三年在橫琴粵澳深度合作區舉行。

## 延伸活動

### 藝墟走進大灣區
2023年，文化局將本品牌延伸和創新，推出“藝墟走進大灣區”活動。首站位於廣東省廣州市荔灣區沙面大街的自力市集舉行，日期為3月3日至5日、10日至12日，推廣澳門文創產品，促進粵港澳大灣區文創領域的交流合作。兩周的活動邀請曾報名2022年塔石藝墟的本澳手作人赴廣州參與展銷，合共近40個澳門文創單位參與。活動期望透過組織澳門手作人到粵港澳大灣區城市參與市集活動，將富有澳門特色的文創產品推廣至大灣區市場，增強澳門澳文創品牌的知名度，促進大灣區文創發展與交流，將澳門品牌“走出去”。

### 澳門‧橫琴藝墟
2023年，為促進粵港澳大灣區文創領域的交流合作，橫琴粵澳深度合作區民生事務局與澳門特別行政區政府文化局於該年3月24日至26日聯合舉辦“澳門‧橫琴藝墟”活動，組織澳門文創業界赴深合區，推廣澳門本地文創及時尚品牌。活動為期三日，首屆活動於2023年3月24至26日下午2時至晚上10時，在橫琴長隆富祥河畔舉行，匯集40個澳門的文創品牌，展銷風格多樣的文創商品，涵蓋衣物配飾、編織布藝、手工陶藝、原創插畫等，展示澳門創意多元的文化形象。同場設立“澳門時尚快閃店”，展銷16個澳門原創服飾品牌，推廣澳門的原創時裝配飾產品，提升澳門品牌的知名度。現場亦安排多場音樂表演和創意手作坊，營造文化藝術氛圍。首屆澳門·橫琴藝墟活動中，文化局在塔石藝墟的基礎上公開招募，組織澳門文創及時尚業界到深合區參與活動，加強發揮聯動效應，冀提升澳門文創品牌知名度，拓寬大灣區市場銷售渠道。
2024年，“澳門‧橫琴藝墟”第二屆活動移師至勵駿龐都廣場舉行，活動日期為該年2月29日至3月3日，活動設有逾百個文創產品與飲食攤位，特邀粵澳兩地歌手作音樂表演。攤位方面，文化局通過公開招募的方式組織40個澳門文創品牌，橫琴民生事務局更聯同活動支持單位三星堆博物館及景德鎮陶瓷研究院，組織來自三星堆及景德鎮的特色展位，展示中華歷史文化的獨特魅力。

## 相關事件

### 塔石藝墟被網上謠傳售賣『淘寶貨』
2017年，塔石藝墟被網上言論指有部分攤位售賣「淘寶貨」，文化局副局長陳炳輝稱，參加者以手藝創作為主，大多沒有實體店，透過網上平台銷售其產品，與所謂淘寶貨的一般概念完全不同，他又認為不能統稱在網上平台銷售的產品是淘寶貨。為防範翻版品，文化局採取兩手措施：一是招募參展者的事前資料、資格審查；另一是就設立巡查與監督機制。前者要求應募者提供現場擺賣品的圖像資料、產品內容，由當局審核後再決定是否准入藝墟；後者則是藝墟期間派員巡查、監督。
文化局自2016年初與民署原文化職能部門合併後，便接手舉辦塔石藝墟，其後已設立巡查與監督機制，於活動舉行期間派員巡視各攤位，檢查各攤主展示及銷售的產品是否為原創產品。重申參加者於提交報名申請時，需提交出售產品清單及圖片。文化局會就其提交的售賣產品內容把關，若發現不符合規定的產品，文化局會立即勸喻，並禁止其於藝墟現場售賣。他補充，今年有三宗申請不符合原創原則，如與已有產品相似，局方已於抽籤前將之篩出。雖然如此，被篩出人士不代表之後不能再參與，若下次有意申請，只要提交資料符合規定，便有權參與抽籤。
本地品牌Magic Wand有參與塔石藝墟，但被指售賣淘寶貨。負責人彭利慧強調，該店出售由2D材料拼砌而成的3D模型，面向本澳及內地市場，百分百為本地原創產品，早已向國家申請專利，更得到澳門廠商會肯定。該店主要創作一系列具紀念性、標誌性的澳門產品，備受本地社團及機構歡迎，多用作外訪禮品。他稱：「在藝墟擺件貨出來，路過人士難免不清楚其工藝。」但被本地某網絡媒體抨擊，確實感到愕然，因對方未有事先瞭解過，便亂發佈這種偏激的報道，顯然是不負責任行為，也對該店造成極度不公。

## 外部連結
- 官方网站
- 塔石藝墟的Facebook專頁